# Aeroportul Greymouth
Aeroportul Greymouth (IATA: GMN, ICAO: NZGM) este un aeroport din Te Tai-poutini⁠(d), Noua Zeelandă ce deservește zona Blaketown⁠(d). A fost numit după Māwhera⁠(d).
Situat la o altitudine de 4 m, aeroportul dispune de 1 pistă. Este operat de Grey District⁠(d).

## Infrastructură

### Piste
Aeroportul dispune de o singură pistă. Pista are orientarea 01/19. 